# هان شیائوپنگ
هان شیائوپنگ (انگلیسی: Han Xiaopeng؛ زادهٔ ۱۳ دسامبر ۱۹۸۳) اسکی‌باز اهل چین است.
وی در مسابقات کشوری و بین‌المللی در مجموع برندهٔ ۳ مدال طلا شده‌است.